# حسان بن قيس التميمي
حسان بن قيس بن أبي سُوَد الغداني اليربوعي التميمي صحابي، روى عن النبي ﷺ، وهو والد وكيع بن حسان بن أبي سود التميمي أمير خراسان زمن الدولة الأموية، وقاتل قتيبة بن مسلم الباهلي.

## نسبه
هو حسان بن قيس بن أبي سُوَد بن كلب بن عوف بن مالك بن غُدَانة واسمه أشرس بن يربوع بن حنظلة بن مالك بن زيد مناة بن تميم بن مر الغُدَاني اليربوعي التميمي يكنى بأبي سُوَد.